# Dolicheremaeus malangensis
Dolicheremaeus malangensis är en kvalsterart som beskrevs av Hammer 1981. Dolicheremaeus malangensis ingår i släktet Dolicheremaeus och familjen Tetracondylidae. Inga underarter finns listade i Catalogue of Life.